# Arris
Arris (în arabă أريس) este o comună din provincia Batna, Algeria.
Populația comunei este de 30.207 locuitori (2008).